# Haarlemse Honkbalweek 1998
De Haarlemse Honkbalweek 1998 was een honkbaltoernooi gehouden in het Pim Mulierstadion in Haarlem van 10 tot 19 juli 1998.
De deelnemende landen waren Cuba (titelverdediger), Nicaragua, Japan, Australië, Nederland en de Sullivans.
Elk land moest één keer tegen elk ander land spelen. De nummers één en twee speelden de finale.

## Wedstrijdprogramma
| Sullivans | Nicaragua | 6-3   |           |
| Nederland | Australië | 4-2   |           |
| Japan     | Cuba      | 0-14  | 7 innings |
| Nederland | Japan     | 2-9   | 8 innings |
| Australië | Nicaragua | 19-12 |           |
| Sullivans | Cuba      | 6-11  |           |
| Cuba      | Australië | 8-3   |           |
| Nicaragua | Japan     | 5-1   |           |
| Japan     | Australië | 3-13  | 8 innings |
| Nederland | Sullivans | 5-10  |           |
| Nicaragua | Cuba      | 2-6   |           |
| Australië | Sullivans | 9-6   |           |
| Cuba      | Nederland | 11-4  |           |
| Nicaragua | Nederland | 2-4   |           |
| Sullivans | Japan     | 8-4   |           |

## Stand in de poule
| 1. | Cuba      |
| 2. | Australië |
| 3. | Sullivans |
| 4. | Nederland |
| 5. | Nicaragua |
| 6. | Japan     |

## Finale
| Cuba | Australië | 7-5 | 10 innings |

| Kampioen: CUBA (3de titel) |

## Persoonlijke prijzen
- Beste slagman: Edgard Lopez (Nicaragua)
- Beste pitcher: Jos A. Contreras (Cuba)
- Homerun King: Chris Lamange (Sullivans)
- Meest waardevolle speler: Grant McDonald (Australië)
- Meest populaire speler: Ryan Pond (Sullivans)

1e in 1961 · 2e in 1963 · 3e in 1966 · 4e in 1968 · 5e in 1969 · 6e in 1971 · 7e in 1972 · 8e in 1974 · 9e in 1976 · 10e in 1978 · 11e in 1980 · 12e in 1982 · 13e in 1984 · 14e in 1988 · 15e in 1990 · 16e in 1992 · 17e in 1994 · 18e in 1996 · 19e in 1998 · 20e in 2000 · 21e in 2002 · 22e in 2004 · 23e in 2006 · 24e in 2008 · 25e in 2010 · 26e in 2012 · 27e in 2014 · 28e in 2016 · 29e in 2018